# Forficula ruficollis
Forficula ruficollis ist eine Art der zu den Insekten gehörenden Ohrwürmer und in Südwesteuropa und Nordwestafrika beheimatet.

## Merkmale
Die Körperlänge beträgt mit Zange bei Männchen 17–22 mm und bei Weibchen 13–19 mm. Der Kopf und das Abdomen sind schwarzbraun bis dunkel rötlichbraun gefärbt. Das Pronotum ist auffallend orange gefärbt und hat der Art ihren Namen verliehen („ruficollis“ = rotnackig). Die Elytren sind dunkel gefärbt und weisen zwei helle orange Flecken auf, die Hinterflügel ragen nur minimal unter den Elytren hervor. Die Beine sind gelblich gefärbt, die Zangen rötlich bis schwarzbraun. Die Zange der Männchen ist relativ gerade, flach und kurz. Die Cercibasen sind verbreitert. Diese Kante endet mit einem stumpfen Zahn. Die Zangen der Weibchen sind unauffällig, das Pygidium deutlich erkennbar.

### Ähnliche Arten
Durch die Kombination aus kaum sichtbaren Hinterflügeln, orangem Pronotum und leuchtend orangen Flecken auf den Elytren ist die Art nicht mit anderen europäischen Forficula-Arten verwechselbar. Verwechslungen mit Anechura bipunctata sind denkbar, jedoch lebt diese Art geographisch getrennt in Gebirgsregionen statt in Küstenregionen. Außerdem besitzt Anechura bipunctata deutlich erkennbare Hinterflügel, die Zangen der Männchen unterscheiden sich deutlich und die Färbung weicht ab, vor allem das Pronotum ist dunkler gefärbt. Auch Forficula smyrnensis aus Südosteuropa weist Ähnlichkeiten auf, aber auch diese Art besitzt deutlich erkennbare Hinterflügel.

## Verbreitung
Ursprünglich war die Art entlang der nordafrikanischen und iberischen Atlantikküste verbreitet, in Afrika in Marokko und Algerien und in Europa vom zentralen Andalusien in Spanien im Süden über Portugal bis in den Nordwesten Spaniens. Aufgrund günstiger klimatischer Verhältnisse konnte die Art ihr Verbreitungsgebiet entlang der Atlantikküste nach Norden ausdehnen. So ist sie mittlerweile auch im Südwesten Frankreichs zu finden, nördlich bis etwa zur Gironde. Forficula ruficollis ist auf Küstengebiete beschränkt.

## Lebensweise
Die Art ist ganzjährig zu finden.

## Taxonomie
Die Art wurde 1798 von Johann Christian Fabricius erstbeschrieben. Ein Synonym lautet Forficula baetica Rambur, 1838.